# شهرستان ژوانگلانگ
شهرستان ژوانگلانگ (به لاتین: Zhuanglang County) یک شهرستان‌های جمهوری خلق چین در چین است که در پینگلیانگ واقع شده‌است.